# Jordan Kyrou
Jordan Kyrou (* 5. Mai 1998 in Toronto, Ontario) ist ein kanadischer Eishockeyspieler, der seit Juli 2016 bei den St. Louis Blues in der National Hockey League unter Vertrag steht und für diese auf der Position des Centers spielt.

## Karriere

### Jugend
Jordan Kyrou, der griechische Wurzeln hat, wurde in Toronto geboren und spielte in seiner Jugend unter anderem für die Mississauga Senators. Zur Saison 2014/15 wechselte er zu den Sarnia Sting in die Ontario Hockey League (OHL), die ranghöchste Juniorenliga seiner Heimatprovinz. Für die Sting verzeichnete er in der Spielzeit 2015/16 insgesamt 51 Scorerpunkte in 65 Partien, wurde zum CHL Top Prospects Game eingeladen und schließlich an 35. Position im NHL Entry Draft 2016 von den St. Louis Blues ausgewählt. Diese statteten den Angreifer im Juli 2016 mit einem Einstiegsvertrag aus. Vorerst kehrte er jedoch für zwei weitere Jahre in die OHL zurück, wobei er seine persönliche Statistik deutlich auf 94 Punkte und anschließend auf 109 Punkte steigerte, bei einem Punkteschnitt von letztlich fast 2,0 pro Spiel. In der Spielzeit 2017/18 wurde der Kanadier daher mit der Jim Mahon Memorial Trophy als punktbester rechter Flügelstürmer ausgezeichnet, eine Position, auf der er bei den Sting noch eingesetzt wurde. Wenig später erhielt er auch die Red Tilson Trophy, die den wertvollsten Spieler der Liga ehrt. Außerdem wurde er im First All-Star Team der OHL berücksichtigt.

### NHL
Nachdem Kyrou am Ende der Saison 2016/17 bereits eine Partie für die Chicago Wolves in der American Hockey League (AHL) absolviert hatte, stand er mit Beginn der Spielzeit 2018/19 regelmäßig für das neue Farmteam der St. Louis Blues auf dem Eis, die San Antonio Rampage. In deren Trikot bestätigte er seine Offensivleistungen und nahm wenig später am AHL All-Star Classic teil. Parallel dazu gab er bereits im Oktober 2018 sein Debüt für St. Louis in der National Hockey League (NHL), für die er bis zum Saisonende 16 Partien bestritt. In der Folgesaison 2019/20 wurde er bereits überwiegend in der NHL eingesetzt, ehe er sich mit Beginn der Spielzeit 2020/21 endgültig im Aufgebot der Blues etablierte. In der Saison 2021/22 wiederum steigerte er seine persönliche Statistik deutlich auf 75 Punkte aus 74 Partien, sodass er auch erstmals einen Punkteschnitt von über 1,0 pro Spiel erreichte. Anschließend unterzeichnete er im September 2022 einen neuen Achtjahresvertrag bei den Blues, der ihm ein durchschnittliches Jahresgehalt von 8,125 Millionen US-Dollar einbringen soll.

### International
Erste internationale Erfahrungen sammelte Kyrou bei der World U-17 Hockey Challenge 2014 im November, wo er mit dem Team Canada White den fünften Platz belegte. Auf U18-Niveau folgte eine Goldmedaille beim Ivan Hlinka Memorial Tournament 2015 sowie ein vierter Rang bei der U18-Weltmeisterschaft 2016. Anschließend nahm der Angreifer mit der kanadischen U20-Nationalmannschaft an der U20-Weltmeisterschaft 2018 teil und errang dort ebenfalls die Goldmedaille, wobei er mit 10 Punkten bester Scorer seines Teams wurde.

## Erfolge und Auszeichnungen
| - 2016 Teilnahme am CHL Top Prospects Game - 2018 Red Tilson Trophy - 2018 Jim Mahon Memorial Trophy | - 2018 OHL First All-Star Team - 2019 Teilnahme am AHL All-Star Classic - 2022 Teilnahme am NHL All-Star Game |

### International
- 2015 Goldmedaille beim Ivan Hlinka Memorial Tournament
- 2018 Goldmedaille bei der U20-Weltmeisterschaft

## Karrierestatistik
Stand: Ende der Saison 2024/25

### International
Vertrat Kanada bei:
- World U-17 Hockey Challenge 2014 im November
- Ivan Hlinka Memorial Tournament 2015
- U18-Weltmeisterschaft 2016
- U20-Weltmeisterschaft 2018

(Legende zur Spielerstatistik: Sp oder GP = absolvierte Spiele; T oder G = erzielte Tore; V oder A = erzielte Assists; Pkt oder Pts = erzielte Scorerpunkte; SM oder PIM = erhaltene Strafminuten; +/− = Plus/Minus-Bilanz; PP = erzielte Überzahltore; SH = erzielte Unterzahltore; GW = erzielte Siegtore; 1 Play-downs/Relegation; Kursiv: Statistik nicht vollständig)